# Walter Risse
Walter Risse (* 2. Dezember 1893 in Iserlohn; † 8. Juni 1969 in Hamburg) war ein deutscher Fußballspieler und -trainer.

## Karriere als Spieler

### Vereine
Risse gehörte von 1912 bis 1923 dem Düsseldorfer SC 99 an, für den er, außer den kriegsbedingt ausgefallenen Spielzeiten 1914/15 bis 1918/19 und zuletzt im Gau Berg-Mark, aktiv war. Mit der Auswahlmannschaft Westdeutschlands gewann er am 20. Juni 1920 den Bundespokal, der in Hannover mit 1:0 nach Verlängerung gegen die Auswahlmannschaft Mitteldeutschlands erkämpft wurde.
Zu Jahresbeginn 1924 wechselte er zum Hamburger SV, für den er bis 1928 in der zweigleisigen Liga des Bezirkes Groß-Hamburg, 1928/29 in der „Runde der Zehn“ und von 1929 bis 1933 in der Oberliga Groß-Hamburg aktiv war. In dieser Zeit wurde er sechsmal Norddeutscher Meister und bestritt 21 Spiele um die deutsche Meisterschaft, wobei er in seiner Premierensaison mit den Hamburgern am 9. Juni 1924 das in Berlin mit 0:2 gegen den 1. FC Nürnberg verlorene Finale erreichte. Ein Jahr später, am 3. Mai 1925, verlor er mit der Mannschaft das in Hannover mit 1:2 nach Verlängerung verlorene Achtelfinale gegen den späteren Finalisten FSV Frankfurt. Am 6. Juni 1926 verlor er mit der Mannschaft das in Berlin mit 2:4 verlorene Halbfinale gegen Hertha BSC. Am 22. Mai 1927 erreichte er mit der Mannschaft das Viertelfinale, das in Hamburg mit 1:2 gegen den 1. FC Nürnberg, dem späteren Meister, verloren wurde. Am 29. Juli 1928 erreichte er mit der Mannschaft abermals das Finale, das in Altona vor 42.000 Zuschauern mit 5:2 gegen Hertha BSC – deren Spieler offensichtlich nicht den besten Tag erwischt hatten – und somit die zweite Meisterschaft nach 1923 gewonnen wurde. Die sichere Abwehr um ihn, Albert Beier und Torwart Wilhelm Blunk trug entscheidend dazu bei. Zuvor wurde der FC Schalke 04 mit 4:2, der VfB Königsberg mit 4:0 und der FC Bayern München mit 8:2 deutlich besiegt. Für den kompromisslosen und kopfballstarken Risse blieb es allerdings die einzige deutsche Meisterschaft, die er erringen konnte; er spielte noch bis Saisonende 1933 für den Hamburger SV und sollte dann aus Altersgründen nicht mehr berücksichtigt werden, woraufhin er den Verein im Streit verließ. Februar 1933 trat er der SA bei, in der er mindestens Oberscharführer wurde. Zum 1. Mai 1933 schloss er sich der NSDAP an (Mitgliedsnummer 3.032.929). Noch wenige Tage vor seinem 50. Geburtstag spielte er aushilfsweise, aber „mit bemerkenswerter Frische“ in der Gauklasse Hamburg für den Eimsbütteler TV, dessen Trainer er mittlerweile war.

### Nationalmannschaft
Von 1923 bis 1928 bestritt Risse acht Länderspiele für die Nationalmannschaft, die letzten drei als Spieler des Hamburger SV. Sein Debüt im Nationaltrikot gab er am 10. Mai 1923 in Hamburg beim torlosen Unentschieden gegen die Auswahl der Niederlande. Die letzten vier Länderspiele im Jahr 1923 (2:1 gegen die Schweiz, 1:2 gegen Schweden, 1:2 gegen Finnland und 1:0 gegen Norwegen) bestritt er ebenfalls als Spieler des Düsseldorfer SC 99. Sein letztes Länderspiel absolvierte er am 23. September 1928 in Oslo beim 2:0-Sieg über die Auswahl Norwegens, nachdem er am 15. Juni 1924 gegen Norwegen (2:0 in Christiania) und am 31. August 1924 gegen Schweden (1:4 in Berlin) zum Einsatz gekommen war.

## Erfolge
- Bundespokal-Sieger 1920
- Norddeutscher Meister 1925, 1928, 1929, 1931, 1932, 1933

## Karriere als Trainer
Erste Trainererfahrungen sammelte Walter Risse schon 1932/33, also noch als HSV-Spieler, beim Oldesloer SV, für den er später mindestens einmal auch selbst auflief. 1934 gewann er mit seinem Team die Meisterschaft in der Bezirksklasse, doch verlor es in der anschließenden Aufstiegsrunde zur Gauliga alle Spiele. Mittlerweile hatte er auch beim SV Polizei Lübeck angeheuert, dessen Mannschaft er von Herbst 1933 bis Jahresende 1935 betreute. 1936/37 stieg Risse mit der Hamburger SVgg. Polizei in die Gauliga auf und übernahm dann zusätzlich die soeben als Gaumeister entthronten Eimsbütteler. 1939 half er bei Preußen Itzehoe aus.

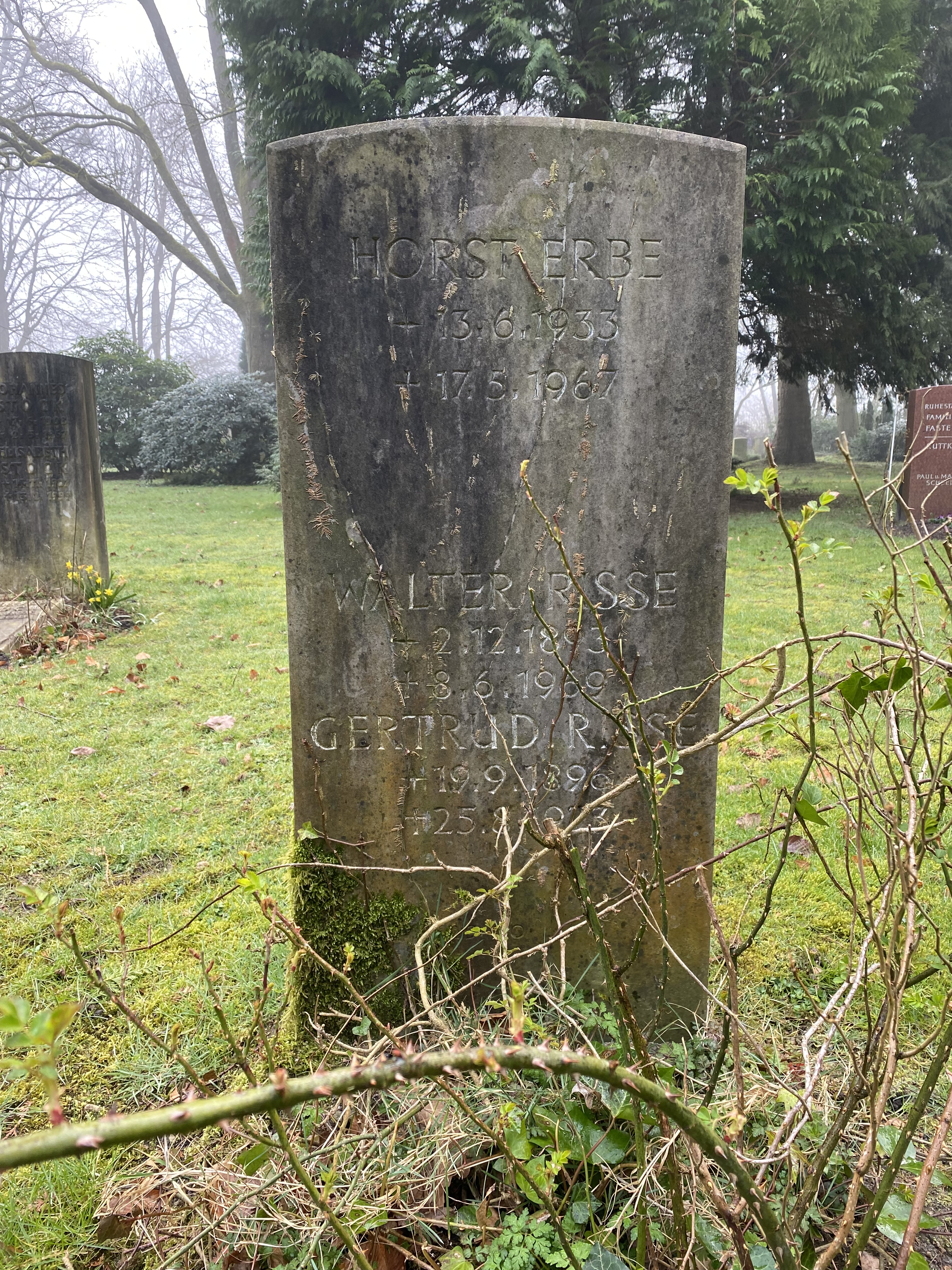
Grabstätte Walter Risse auf dem Friedhof Ohlsdorf im Planquadrat Bw 69

Noch als fast 50-Jähriger war Risse gelegentlich bei Eimsbüttel aktiv, dessen Trainer er auch während der Kriegsjahre (Gaumeisterschaft 1940 und 1942) und noch bis 1949 war. Als Spieler war sein Sohn, der ebenfalls Walter hieß, beim selben Verein in der Mannschaft. Kurzzeitig trainierte Risse (sen.) den TuS Hamburg 1880 (1947), den Eckernförder SV (1948), später den Harburger TB (1949/50), den FC St. Pauli (April 1950 bis 52), Concordia Hamburg (1952/53), erneut den ETV (1953–1955), den SV Arminia Hannover (1955–1957) sowie den VfL Wolfsburg (1957/58).
Walter Risse wurde auf dem Friedhof Ohlsdorf beigesetzt. Die verwaiste Grabstätte liegt östlich von Kapelle 11.